# Río Gamtoos
El río Gamtoos o río Gamptoos (en afrikáans: Gamtoosrivier) es un río de la provincia Oriental del Cabo, Sudáfrica. Está formado por la confluencia del Kouga con el río Groot, mide aproximadamente 645 km de largo y tiene una cuenca de 34.635 km².

## Curso
La cuenca hidrográfica del río Gamtoos está formada por el río Groot, el río Kouga y el río Baviaanskloof. Este último es un afluente del Kouga.
Aunque la pluviosidad en su cuenca es escasa, el río Gamtoos permite la agricultura de regadío en la parte baja de su cuenca, donde se cultivan tabaco, cítricos (como, por ejemplo, naranjas) y otros vegetales. El río Gamtoos forma un estuario al encontrarse con el océano Índico, entre la bahía de Jeffreys y Puerto Elizabeth y la Reserva Natural de la Desembocadura del río Gamtoos. La localidad de Hankey, la población más antigua del valle del Gamtoos, y la localidad de Patensie se encuentran en la cuenca baja. En la parte más interior de la cuenca, se encuentran las localidad de Steytlerville, Joubertina, Uniondale, Willowmore and Murraysburg.